# مراد علي عليا
مراد علي عليا هي قرية في مقاطعة أرومية، إيران. يقدر عدد سكانها بـ 163 نسمة بحسب إحصاء 2016.